# 令尹
令尹（れいいん）は、元々は古代中国の殷王朝における役職で宰相の位に相当する。原義は神官職の長のことであり、古代の政治は祭事と一体であったことが伺われる。
殷が周に滅ぼされたとき殷の役人の多くが南に亡命し、南方の王国楚は殷の進んだ文化を吸収するためにこれらの人々を積極的に受け入れた。このため春秋時代の楚では殷の官職の呼称が受け継がれ、楚における宰相の地位に相当する位は令尹と呼ばれた。